# Cravolândia
Cravolândia é um município brasileiro do estado da Bahia.
Localizada na região do Vale do Jiquiriçá, entre os municípios de Santa Inês e Itaquara, Cravolândia foi emancipada em 1962 e sua história está diretamente ligada ao cultivo do Café, nos anos 50 do século passado. Produto de exportação, da fazenda Palestina, de propriedade do deputado estadual e empresário, Mário Cravo, pai do escultor Mário Cravo Filho e avô do fotógrafo Mário Cravo Neto, famosos por retratar a Bahia em suas obras. O nome Cravolândia é uma homenagem ao empresário, Mário Cravo, que também foi o primeiro prefeito da cidade. Antes, a localidade era conhecida como “ Olhos D´Água do Carrasco”, nome que foi provavelmente colocado pelos tropeiros como forma de retaliação ao antigo dono do lugar, Sr. Norberto Ribeiro. Visto que o riacho que passava naquelas terras era para utilização de sua família e benefícios aos animais da fazenda, muitos tropeiros paravam para beber água e muitos a contaminavam com fezes de animais e suas próprias não deixando outra alternativa senão negar a utilização das águas do riacho pelos outros tropeiros que por ali passavam ´e “ Igatiquira”, nome indígena que, dizem os moradores da cidade, significar “onça pequena”.
Dentre as festas típicas, destaca-se a de São João, com muito forró e comidas típicas. Em agosto, as festa de Bom Jesus de Cravolândia e São Roque são marcadas por missas solenes, lavagem, grupos folclóricos e muitas baianas que marcam essas festas tradicionais.
Na paisagem local, encontra-se a bela Cachoeira do Inferno, onde funcionava a Hidrelétrica Lafaiete Coutinho, formada pelo Rio Tesoura.